# 勞資審裁處

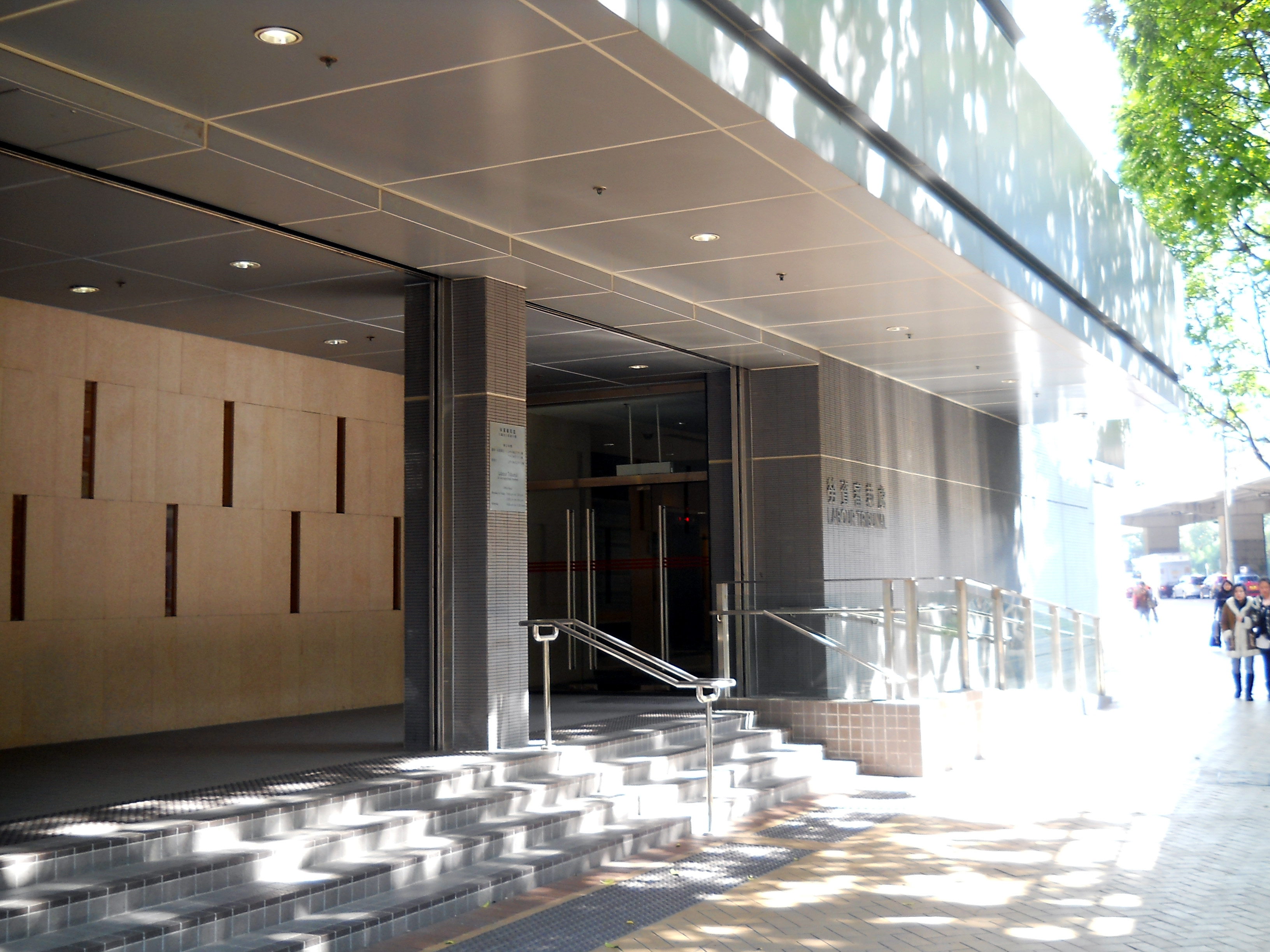
勞資審裁處

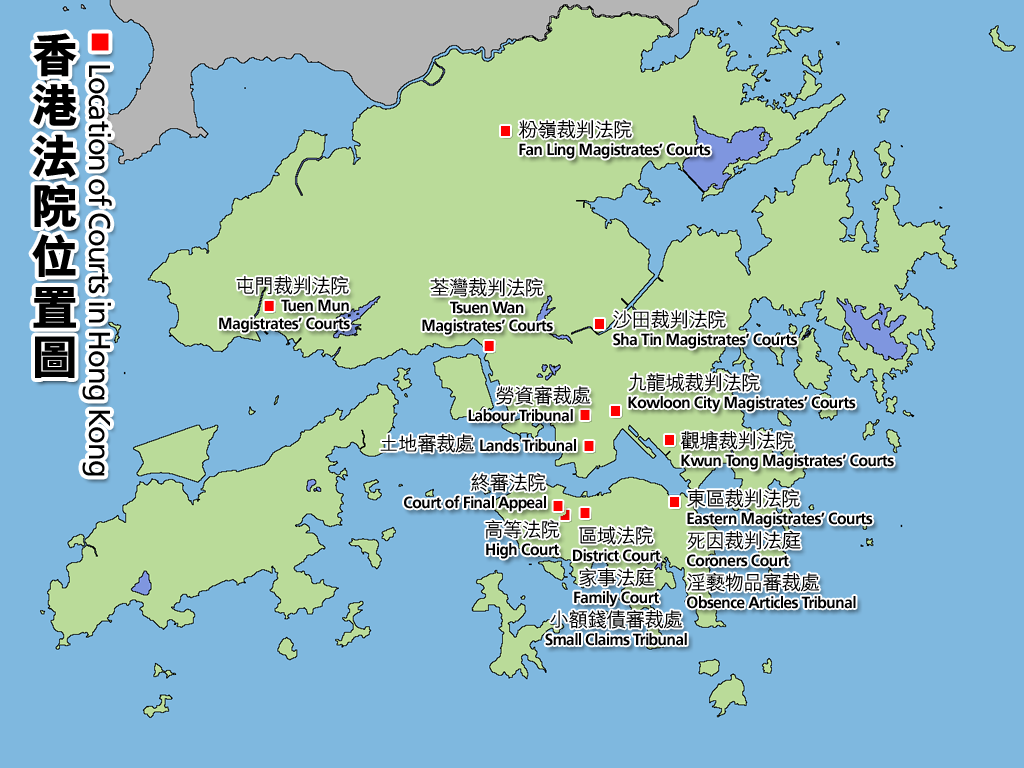
香港各級法院位置圖

勞資審裁處（英語：Labour Tribunal；案号代码LB）屬香港司法機構，專門處理勞方和資方在金錢上之爭議。
值得留意的是，訴訟雙方在勞資審裁處不能聘用律師，但已登記的工會或僱主協會可在事先獲得審裁處批准下分別代表勞方或資方作供。勞資審裁處的上訴案件會轉至高等法院原訟法庭。

## 交通
| 交通路線列表                                |
| ------------------------------------------- |
| 港鐵 - █ 荃灣綫：佐敦站B2出口（步行10分鐘） |

## 位置
現時的勞資審裁處設於九龍油麻地加士居道36號勞資審裁處大樓，即前南九龍裁判法院新翼，2008年1月2日前則設於旺角彌敦道750號始創中心19-20樓。 （页面存档备份，存于）

## 外部連結
- 香港司法機構- 勞資審裁處 （页面存档备份，存于）